# Barbarophryne brongersmai
Barbarophryne brongersmai is een kikker uit de familie padden (Bufonidae). De soort werd voor het eerst wetenschappelijk beschreven door Marinus Steven Hoogmoed in 1972. Oorspronkelijk werd de wetenschappelijke naam Bufo brongersmai gebruikt. De soortaanduiding brongersmai is een eerbetoon aan Leo Daniël Brongersma.
De kikker werd in 2013 in het geslacht Barbarophryne geplaatst door de groep van biologen Wouter Beukema, Philip de Pous, David Donaire-Barroso, Serge Bogaerts, Joan Garcia-Porta, Daniel Escoriza, Oscar J. Arribas, El Hassan El Mouden en Salvador Carranza.
De soort leeft in delen van noordelijk Afrika en komt voor in Marokko en het noorden van de Westelijke Sahara. Waarschijnlijk komt de kikker ook voor in Algerije.
Adenomus · 
Altiphrynoides · 
Amazophrynella · 
Anaxyrus · 
Ansonia · 
Atelopus · 
Barbarophryne · 
Blythophryne · 
Bufo · 
Bufoides · 
Bufotes · 
Capensibufo · 
Churamiti · 
Dendrophryniscus · 
Didynamipus · 
Duttaphrynus · 
Epidalea · 
Frostius · 
Ghatophryne · 
Incilius · 
Ingerophrynus · 
Laurentophryne · 
Leptophryne · 
Melanophryniscus · 
Mertensophryne · 
Metaphryniscus · 
Nannophryne · 
Nectophryne · 
Nectophrynoides · 
Nimbaphrynoides · 
Oreophrynella · 
Osornophryne · 
Parapelophryne · 
Pedostibes · 
Pelophryne · 
Peltophryne · 
Phrynoidis · 
Poyntonophrynus · 
Pseudobufo · 
Rentapia · 
Rhaebo · 
Rhinella · 
Sabahphrynus · 
Schismaderma · 
Sclerophrys · 
Strauchbufo · 
Truebella · 
Vandijkophrynus · 
Werneria · 
Wolterstorffina · 
Xanthophryne